# 닛타 리오
닛타 리오(일본어: 二田 理央, 2003년 4월 10일~)는 일본의 축구 선수이다.

## 구단 경력
그는 2021년 J1리그의 사간 도스에 입단했다. 2021년 7월부터 2024년 6월까지 FC 바커 인스브루크와 SKN 장크트푈텐에서 뛰었다. 2024년 6월 J1리그의 우라와 레즈로 이적했다. 2025년 7월 쇼난 벨마레로 이적했다.